# Trần Thuấn Du
Trần Thuấn Du (陳舜俞, 1402 - 1481), nguyên họ Trần nhưng vì Trần là tên húy của mẹ vua Lê Thái Tông nên đổi là Trình; là quan nhà Lê sơ, và là nhà thơ Việt Nam ở thế kỷ 15.

## Tiểu sử
Trần Thuấn Du sinh năm Nhâm Ngọ (1402) là người xã Tân Đôi, gần núi Đọi(nay là thôn Đọi Lĩnh, xã Tiên Sơn), thuộc thị xã Duy Tiên, tỉnh Hà Nam.
Ông nguyên gốc Thanh Hóa, ông có anh trai làm nghề dạy học. Anh trai ông đến thôn Đọi Lĩnh sinh sống và dạy học. Trần Thuấn Du đến đây cùng anh trai, ông được anh trai nuôi dưỡng và dạy học.
Trước, ông đã thi đỗ Thái học sinh (Tiến sĩ) đời nhà Trần; sau (Kỷ Dậu, 1429), ông lại ra thi khoa Minh kinh tại hành cung Bồ Đề , và đỗ thứ hai (sau Triệu Thái, trước Phan Phu Tiên).
Ông làm quan cho tới thời Lê Nhân Tông (ở ngôi: 1442-1459), từng giữ chức Hành khiển phụ trách Tri nội Mật viện sự, kiêm Nhập nội Thị Kinh Diên. Cùng với Nguyễn Trãi, ông dạy học cho vua Lê Thái Tông (ở ngôi: 1433-1442).
Ông có tiếng là một danh sĩ uyên bác, nổi tiếng ngang với Lý Tử Tấn, nhưng tác phẩm của ông còn lại rất ít, nổi tiếng có bài "Hạ tiệp" (Mừng thắng trận) và bài "Chí Linh sơn phú" (Phú núi Chí Linh, được chép trong "Quần hiền phú tập").
Trần Thuấn Du mất năm Tân Sửu (1481).
Hiện nay, ở thôn Đọi Lĩnh vẫn có đền thờ ông, dân làng hay gọi là đền ông Tiến Sĩ.

## Giới thiệu bài Hạ tiệp
| Phiên âm Hán-Việt: Hạ Tiệp Thân thuộc cao cung kiến viễn chinh, Mạn yên chướng vũ bất quan tình. Thiên quân bích lũy thu sương túc, Vạn lý quan sơn dạ nguyệt minh. Bắc ngữ tích văn khoan thánh cổ, Tứ thời kim dĩ ỷ trường thành. Thánh triều tráng sĩ đa dư lực, Hảo bả ngân hà tẩy giáp binh. | Dịch nghĩa: Mừng thắng trận Thân đã khổ về việc giương cung đi chinh chiến xa, Mưa rừng, khí núi, vẫn không nao núng tấm lòng. Hàng nghìn quân rong ruổi, lớp lớp dưới sương thu đượm, Muôn dặm nơi ải xa, trăng vẫn dõi sáng. Biên giới phía Bắc được yên, nhờ nhà vua có lòng khaon dung, Bốn mùa từ nay vô sự vì đã có trường thành vững chắc. Dưới triều vua ta, tráng sĩ còn dư sức, Nguyện kéo ngân hà xuống, múc nước để rửa giáp binh . |

## Sách tham khảo
- Trần Thị Băng Thanh (chủ biên), Văn học thế kỷ XV-XVII, mục từ" Trần Thuấn Du". Nhà xuất bản Khoa học xã hội, 2004.